# Mumbai Open
El Mumbai Open (conocido como el L&T Mumbai Open por razones de patrocinio, y anteriormente conocido como el Royal Indian Open) es un torneo organizado para jugadoras de tenis profesionales, que se juega en canchas duras al aire libre. El evento está clasificado como un torneo WTA Challenger Series. Hizo su debut en 2012, en Pune, India.
El torneo no se celebró entre 2013 al 2016 debido a varias razones, pero en 2017 se reincorporó como torneo de la WTA 125K serie y se trasladó a Mumbai. Se llevará a cabo en el Cricket Club de India.

## Historia
En 2012, el torneo se presentó como un evento retador de la WTA. Pune es la cuarta ciudad en la historia de la India en organizar un evento de la WTA, después de Kolkata (2005-2007), Hyderabad (2003-2005) y Bangalore (2006-2008). Más tarde, Mumbai se convirtió en la quinta ciudad en hacer lo mismo.
La participación renovada de la India a través de este evento Challenger originalmente se suponía que se celebraría en Delhi, pero el 17 de octubre de 2012, unas semanas antes de la primera edición del torneo, se anunció que el evento se había trasladado a Pune, que se celebrará en el Complejo Deportivo Shree Shiv Chhatrapati.
En 2012, se convirtió en el segundo evento (después del OEC Taipei Ladies Open) para formar parte de la WTA 125s.
A partir de 2017, se llevará a cabo en Mumbai. La Asociación Estatal de Tenis Lawn Maharashtra (MSLTA) y el Gobierno Estatal de Maharashtra se unieron para reinstaurar el evento, el primero de este tipo que se celebrará en India desde 2012 y el segundo en general en casi una década. El Cricket Club of India, un prestigioso centro deportivo en Mumbai, será el anfitrión del torneo.

## Finales anteriores

### Individuales
| Años      | Campeona          | Subcampeona       | Resultado        |              |
| --------- | ----------------- | ----------------- | ---------------- | ------------ |
| 2012      | Elina Svitolina   | Kimiko Date-Krumm | 6-2, 6-3         |              |
| 2013-2016 | No celebrado      | No celebrado      | No celebrado     | No celebrado |
| 2017      | Aryna Sabalenka   | Dalila Jakupović  | 6-2, 6-3         |              |
| 2018      | Luksika Kumkhum   | Irina Khromacheva | 1-6, 6-2, 6-3    |              |
| 2019-2023 | No celebrado      | No celebrado      | No celebrado     | No celebrado |
| 2024      | Darja Semenistaja | Storm Hunter      | 5-7, 7-6(6), 6-2 |              |

### Dobles
| Años      | Campeona                               | Subcampeona                           | Resultado        |              |
| --------- | -------------------------------------- | ------------------------------------- | ---------------- | ------------ |
| 2012      | Nina Bratchikova Oksana Kalashnikova   | Julia Glushko Noppawan Lertcheewakarn | 6-0, 4-6, [10-8] |              |
| 2013-2016 | No celebrado                           | No celebrado                          | No celebrado     | No celebrado |
| 2017      | Victoria Rodríguez Bibiane Schoofs     | Dalila Jakupović Irina Khromacheva    | 7-5, 3-6, [10-7] |              |
| 2018      | Natela Dzalamidze Veronika Kudermetova | Bibiane Schoofs Barbora Štefková      | 6-4, 7-6(4)      |              |
| 2019-2023 | No celebrado                           | No celebrado                          | No celebrado     | No celebrado |
| 2024      | Dalila Jakupović Sabrina Santamaria    | Arianne Hartono Prarthana Thombare    | 6-4, 6-3         |              |